# پی‌اس استنلی (۱۸۶۴)
پی‌اس استنلی (۱۸۶۴) (به انگلیسی: PS Stanley (1864)) یک کشتی بود که طول آن ۲۳۹٫۲ فوت (۷۲٫۹ متر) بود. این کشتی در سال ۱۸۶۴ ساخته شد.